# 仙洞御所

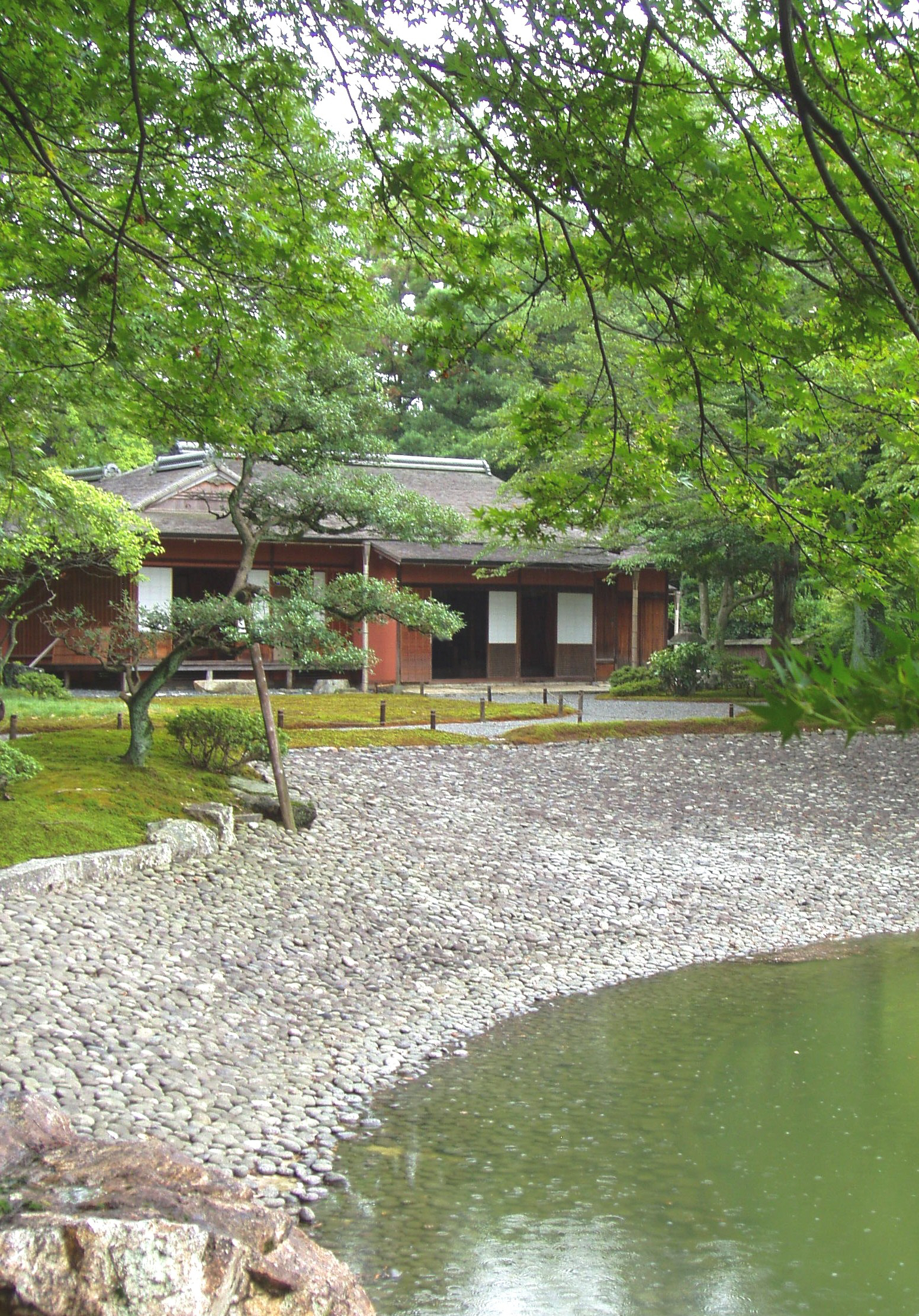
仙洞御所庭園

仙洞御所是退位日本天皇（上皇・法皇）的御所。

## 京都御苑的仙洞御所
位在京都市京都御苑內京都御所東南，是1627年（寛永4年）由小堀遠州為後水尾上皇造營的仙洞御所，正式名稱是櫻町殿。仙洞御所的建築群在1854年（安政元年）的火災後未曾再建，現在僅存庭園。

## 京都御苑以外的仙洞御所
平安京西北部的妙心寺原本是花園上皇的仙洞御所「萩原殿」。

## 現在的仙洞御所
上皇明仁在2019年4月30日退位後，原作為東宮御所的赤坂御所開始進行改建整修，以作為上皇的正式御所（仙洞御所），2022年4月上皇夫婦正式移居入住。

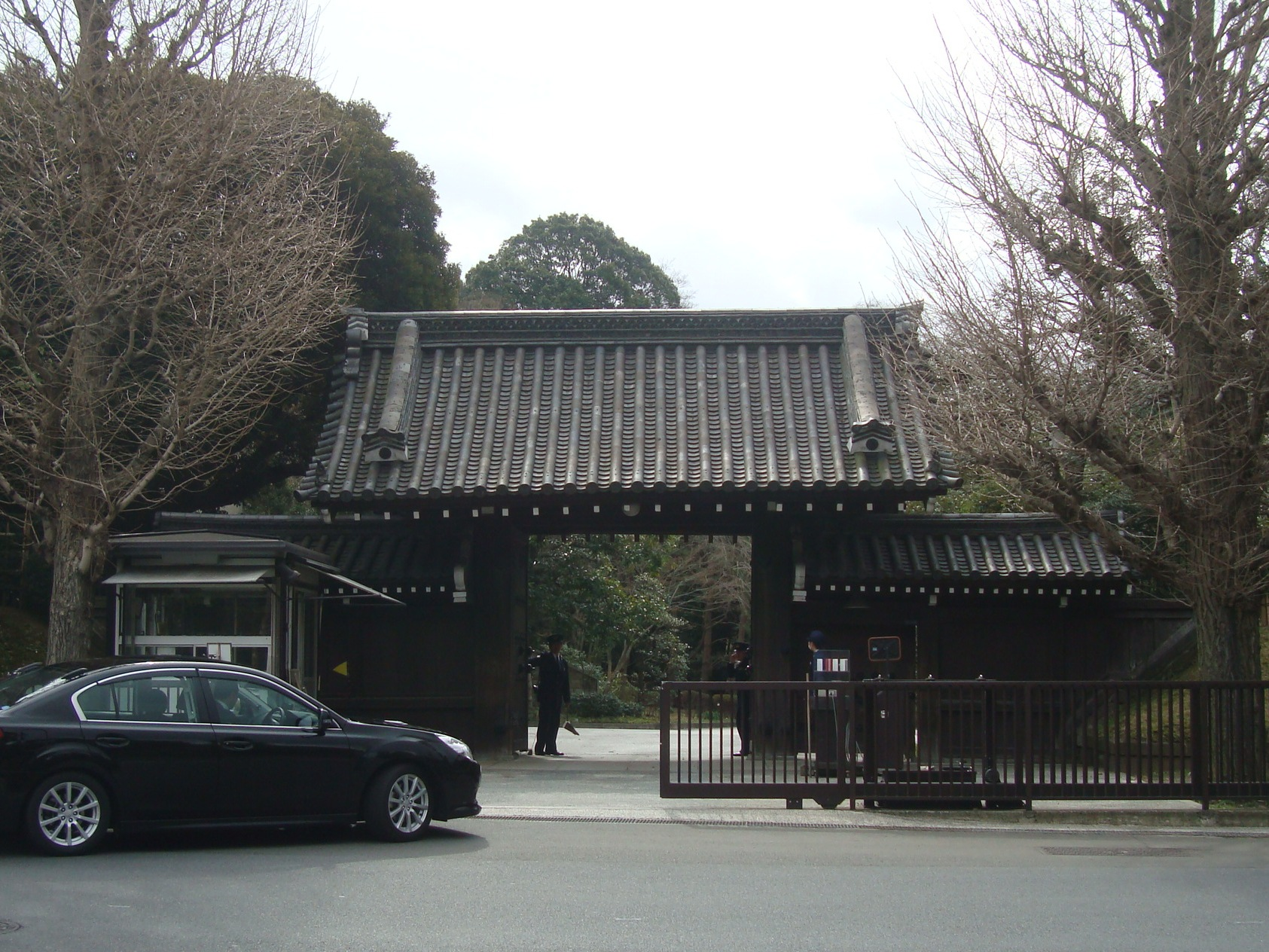
赤坂御所的鮫橋門

## 图廊

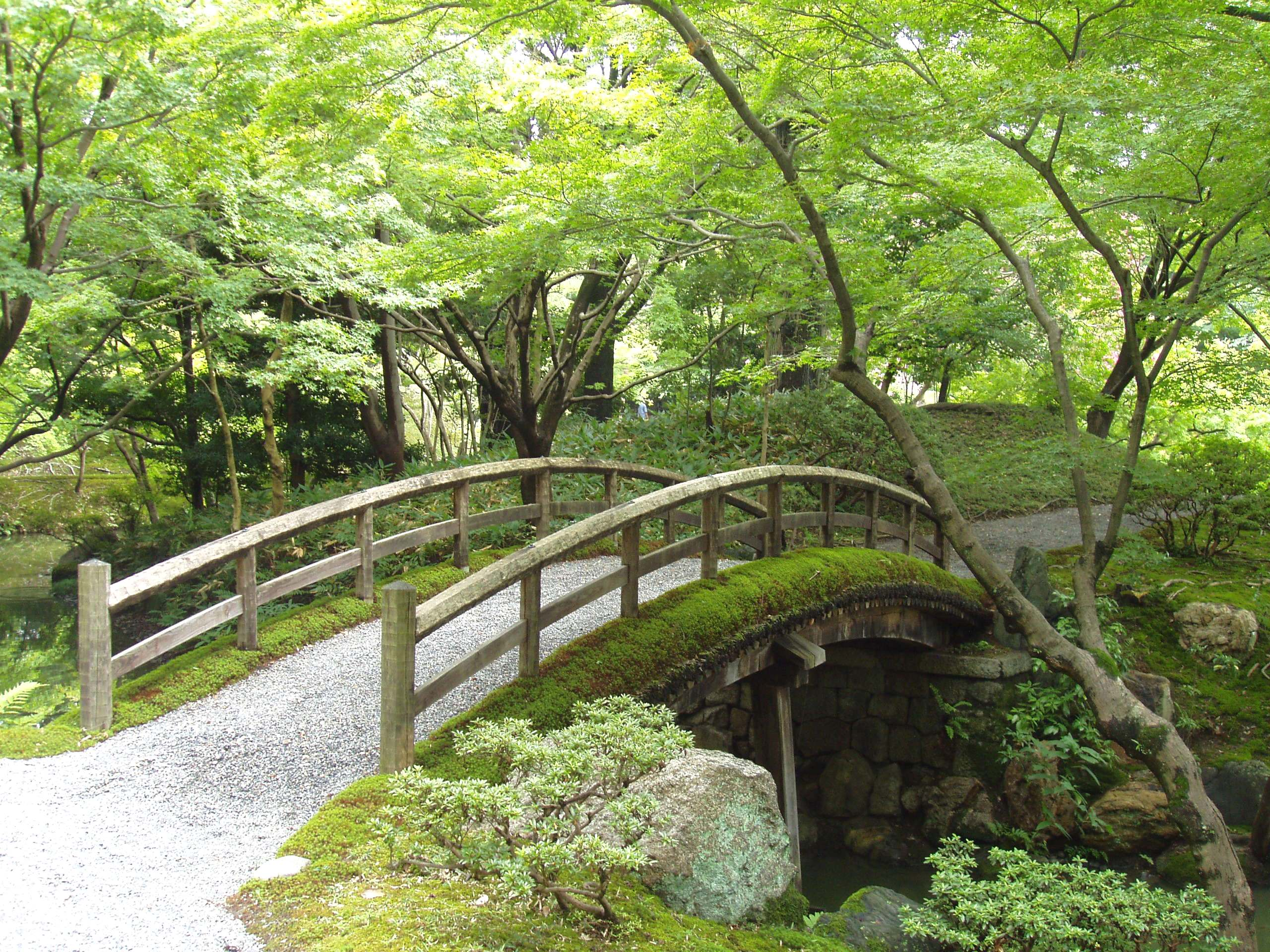
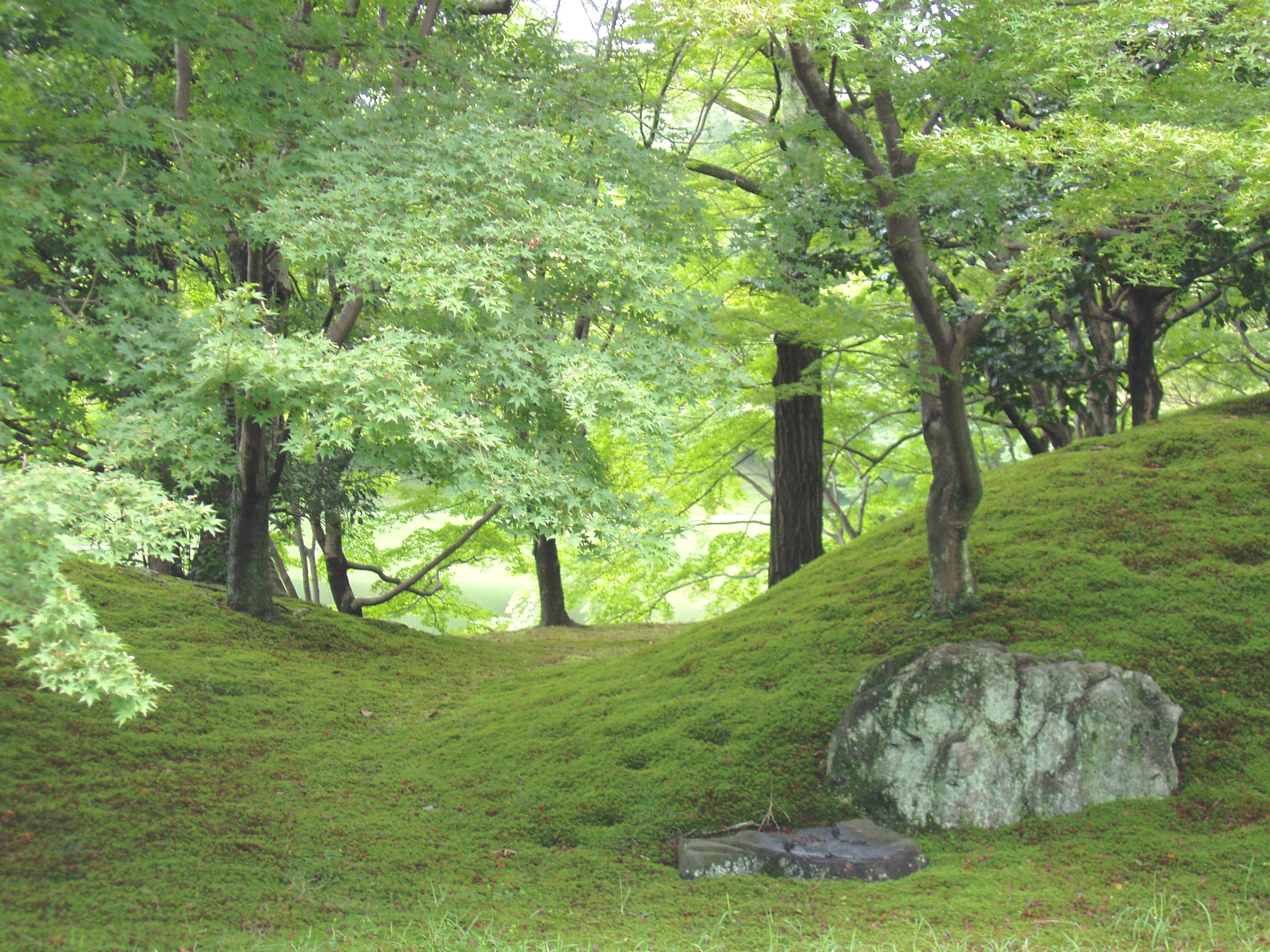
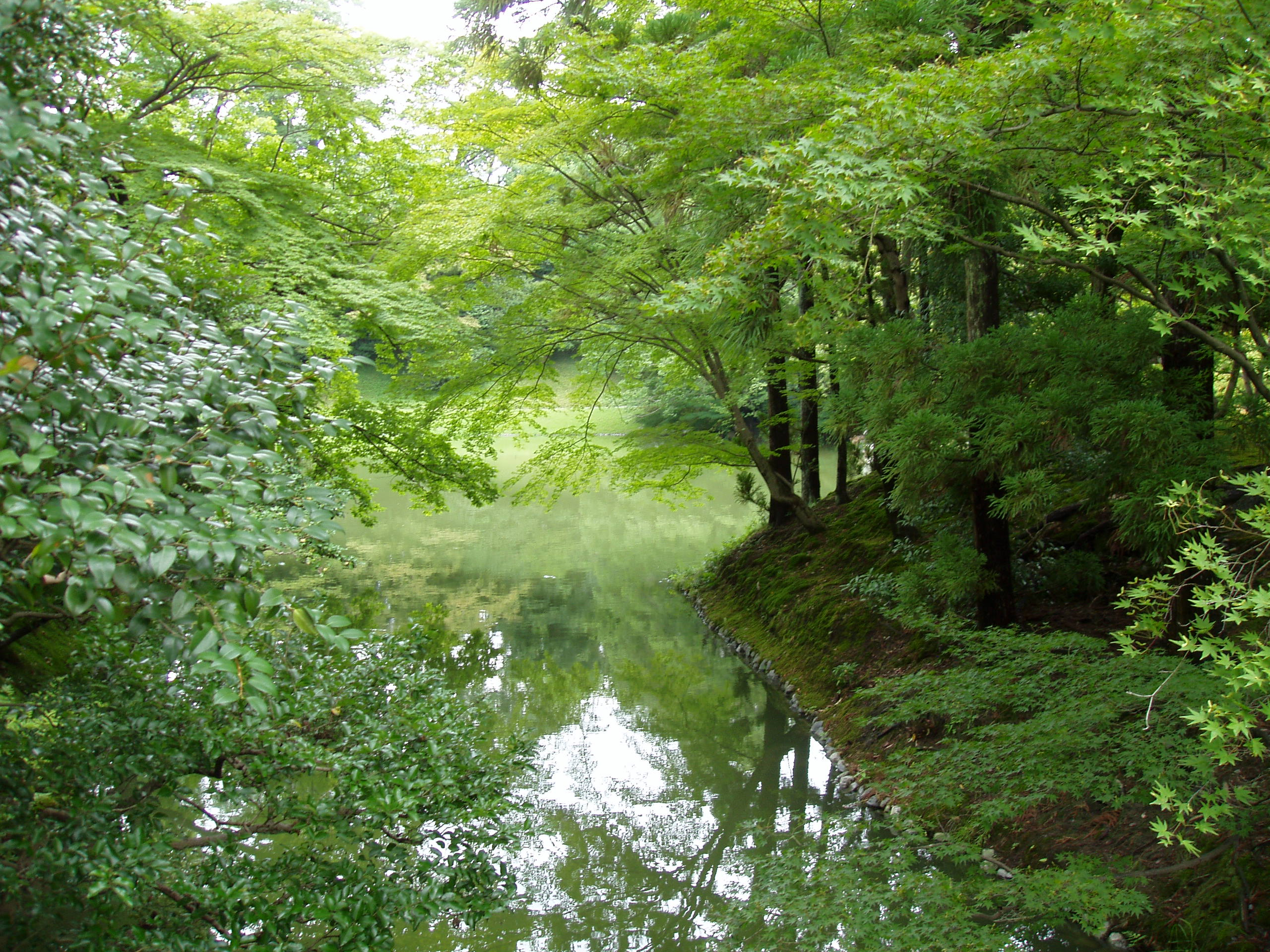
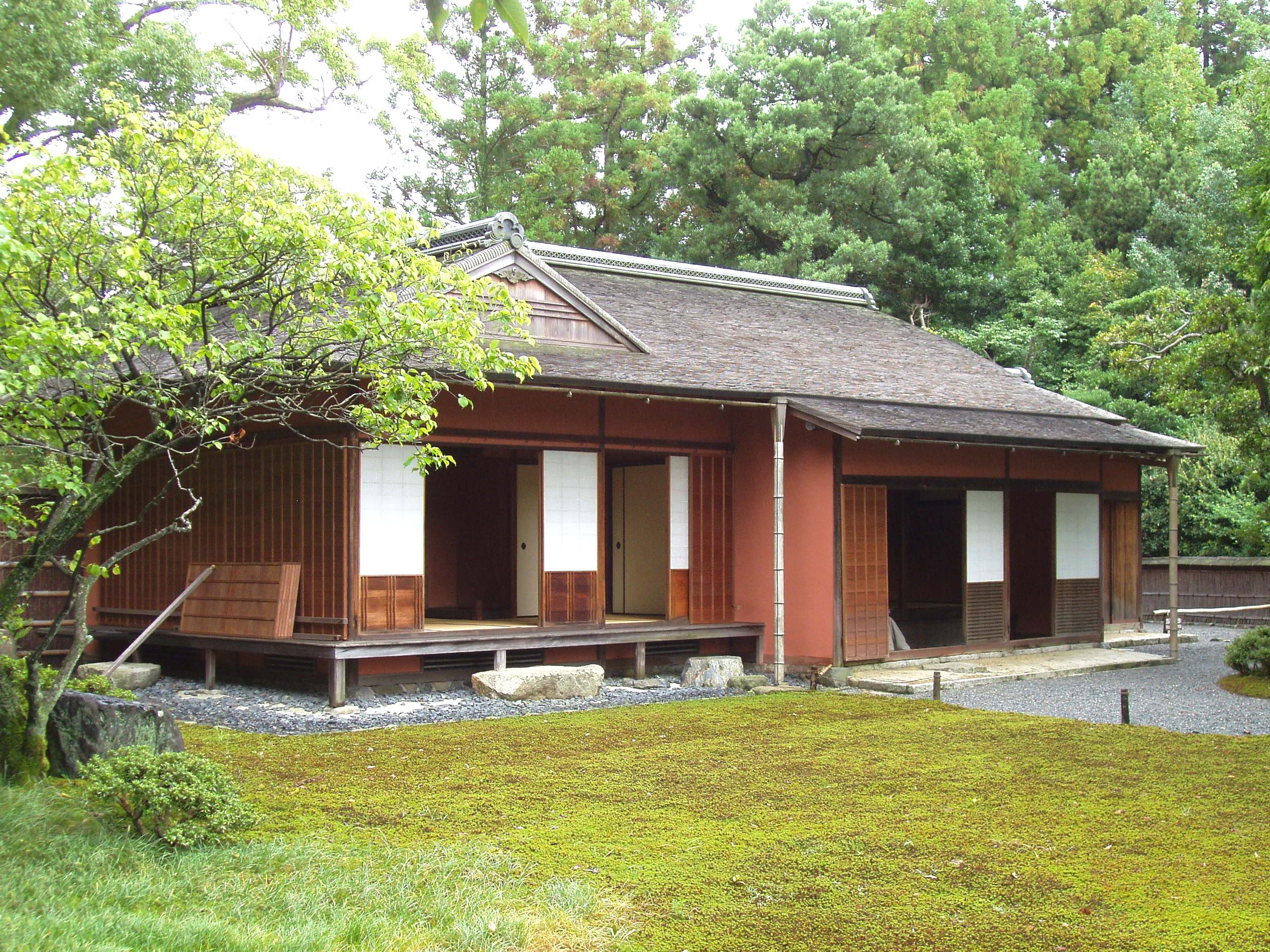
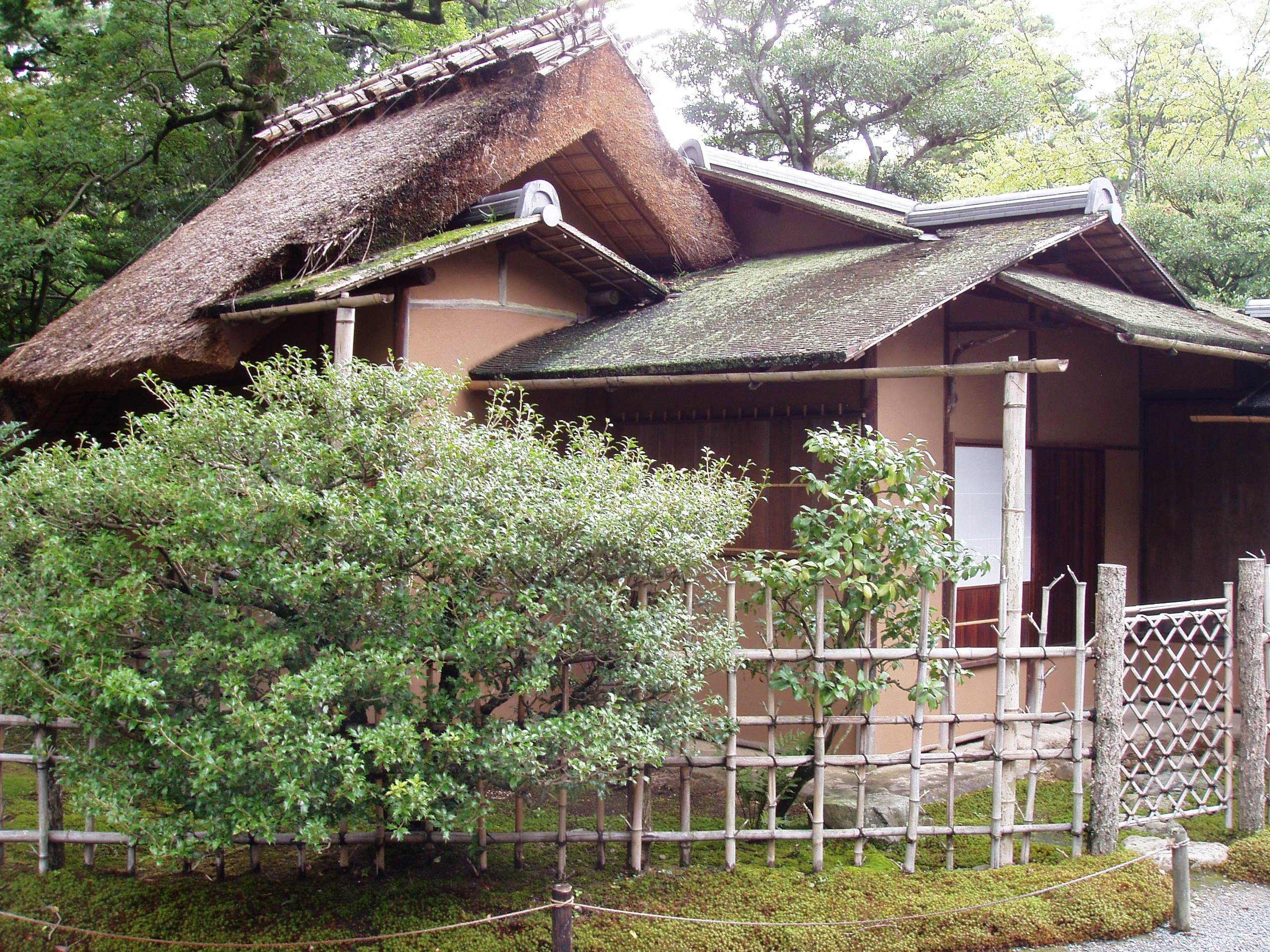